# Heilige Matrona von Moskau (Belgorod)

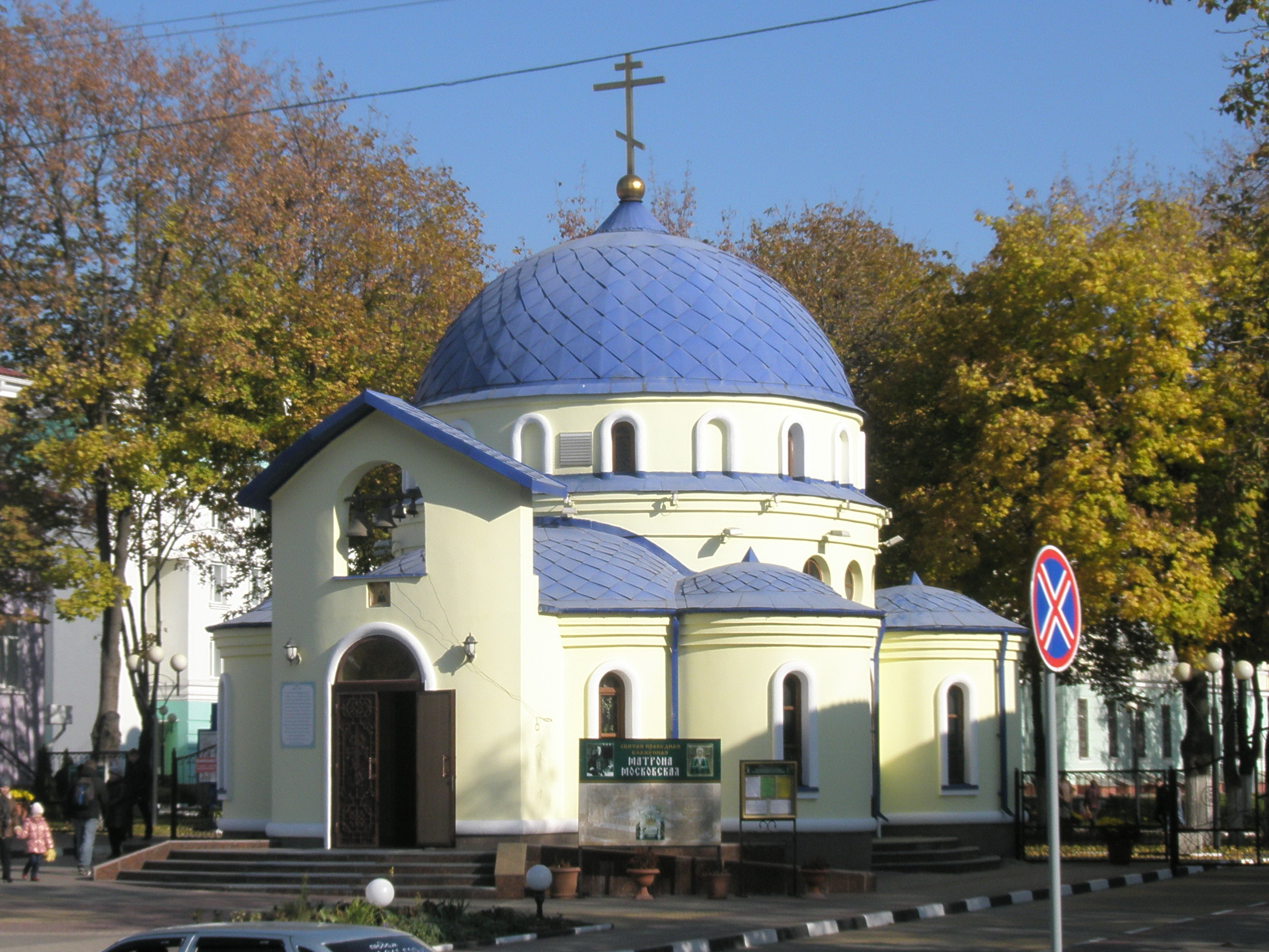
Die Kirche der hl. Matrona von Moskau in Belgorod

Die Heilige Matrona von Moskau (russisch Храм в честь блаженной Матроны Московской) ist ein russisch-orthodoxes Gotteshaus in der russischen Großstadt Belgorod. Sie ist der hl. Matrona von Moskau geweiht.
Das im Grundriss dem eines griechischen Kreuzes errichtete Kirchengebäude ist im russischen Stil des Klassizismus gehalten. Auffällig ist die große blaue Kuppel. Die von 2003 bis 2004 erbaute Kirche gehört zur Eparchie von Belgorod und Stary Oskol. Die Heilige Matrona von Moskau steht auf dem Gelände des Regionalkrankenhauses der Oblast Belgorod in der Nekrasova-Straße 8/9.

## Geschichte
Am 27. August 2003 wurde der symbolische Grundstein zum Bau der Kirche auf dem Gelände des Regional-Krankenhauses von Belgorod eingeweiht. Der Bau der Kirche wurde im Jahr 2004 abgeschlossen. Die Kirche wurde am 2. Mai 2004 von Erzbischof Johannes von Belgorod und Stary Oskol der hl. Matrona von Moskau geweiht. Architekt der Kirche war B. Ja. Busygin. Am 23. September 2008 erhielt die Kirche einen Schrein, in dem sich ein Teil der Reliquien der hl. Matrona von Moskau befand. Die Überreste der hl. Matrona von Moskau ruhen im Kloster der Nonnen von Pokrow in Moskau.